# Каркат
Каркат (дари کارکت) — кишлак на северо-востоке Афганистана, в вилаяте (провинции) Бадахшан. Входит в состав района Вахан.

## Географическое положение
Каркат расположен на северо-востоке Бадахшана, в высокогорной местности, на левом берегу реки Вахандарьи, на расстоянии приблизительно 250 километров к востоку от города Файзабада, административного центра вилаята. Абсолютная высота — 3258 метров над уровнем моря. Ближайшие населённые пункты — кишлак Чехильканд (выше по течению Вахандарьи), кишлак Селькындж (ниже по течению Вахандарьи).

## Население
На 2003 год население составляло 65 человек. В национальном составе преобладают ваханцы.